# The Weaker Sister
The Weaker Sister è un cortometraggio muto del 1914 scritto e diretto da Lois Weber. Aveva come interpreti Rupert Julian, Phillips Smalley, Ella Hall, Theo Carew.

## Produzione
Il film fu prodotto dalla Rex Motion Picture Company.

## Distribuzione
Distribuito dalla Universal Film Manufacturing Company, il film - un cortometraggio in una bobina - uscì nelle sale cinematografiche statunitensi il 1º marzo 1914.